# Bactrocera trichota
Bactrocera trichota
 es una especie de insecto díptero que May describió científicamente por primera vez en 1962. Esta especie pertenece al género Bactrocera de la familia Tephritidae. 